# Craig S. Keener
Craig S. Keener (né le 4 juillet 1960) est un théologien protestant méthodiste américain, un universitaire, bibliste et professeur de Nouveau Testament au Asbury Theological Seminary.

## Biographie
Keener est né le 4 juillet 1960.

### Éducation
Il a étudié au Central Bible College (devenu l’Université Evangel) et a obtenu un Bachelor of Arts en 1982, puis il a étudié en théologie au Séminaire théologique des Assemblées de Dieu (devenu l’Université Evangel) et a obtenu un master en 1982 et un Master of Divinity en 1987. Il a également étudié à l'Université Duke en Nouveau Testament et origines chrétiennes et a obtenu un doctorat en 1991. 

### Carrière
En 1991, il a été ordonné pasteur par la Convention baptiste nationale, USA. En 2001, il est devenu pasteur associé à l'Église baptiste du Tabernacle d'Enon de Philadelphie jusqu’en 2011[source insuffisante].
Keener devient professeur au Hood Theological Seminary, puis professeur de Nouveau Testament au Séminaire théologique Palmer de l’Université de l'Est pendant près de 15 ans. Depuis 2011, Keener est professeur (FM et Ada Thompson) de Nouveau Testament au Asbury Theological Seminary de Wilmore (Kentucky) (méthodiste) . Keener enseigne dans divers pays, en particulier des pays d'Afrique.
De 2014 à 2019, Keener est l'éditeur du Bulletin for Biblical Research. Il est l'auteur d'un certain nombre de commentaires sur les livres du Nouveau Testament ainsi que des livres et articles. Son commentaire populaire IVP Bible Background Commentary: New Testament (1993) s'est vendu à plus d'un demi-million d'exemplaires.
En 2020, il est le président de l'Evangelical Theological Society.

### Domaines d'expertise et points de vue
Son expertise réside dans : le contexte du Nouveau Testament, le livre des Actes, Jésus, les miracles, les évangiles, la réconciliation ethnique/raciale. Selon Bruce Chilton, le livre de Keener, The Historical Jesus of the Gospels (2009) « marque un moment remarquable dans l'étude critique de Jésus » en ce que Keener utilise l'étude de l'environnement juif de Jésus pour plaider en faveur de l'authenticité des Évangiles. Il a un point de vue théologique arminien sur la sotériologie, soutenant la préservation conditionnelle des croyants. Keener a par ailleurs des vues égalitaires et continuationistes.

### Prix
La NIV Cultural Backgrounds Study Bible, pour laquelle Keener est l'auteur de la plupart des notes du Nouveau Testament, remporte la Bible de l'année aux Christian Book Awards 2017 et remporte également le prix du livre de l'année dans la catégorie Christianisme des International Book Awards.

### Vie privée
Il est marié à Médine Moussounga Keener, titulaire d'un doctorat de l'Université de Paris 7. Lui et sa femme ont deux enfants, David et Keren.

## Œuvres
- Craig S. Keener, And Marries Another: divorce and remarriage in the teaching of the New Testament, Peabody, MA, Hendrickson, 1991 (ISBN 978-0-943-57546-9, OCLC 24787129, lire en ligne )
- Craig S. Keener, Paul, Women & Wives, Peabody, MA, Hendrickson, 1992 (ISBN 978-0-943-57596-4, OCLC 26363900)
- Craig S. Keener, The IVP Bible Background Commentary: New Testament, Downers Grove, IL, InterVarsity Press, 1994 (ISBN 978-0-830-81405-3, OCLC 29313370)
- Craig S. Keener, The Spirit in the Gospels and Acts: divine purity and power, Peabody, MA, Hendrickson, 1997 (ISBN 9781565631694, OCLC 1124144441) - based on the author's Ph.D. thesis
- Craig S. Keener, Matthew, vol. 1, Downers Grove, IL, InterVarsity Press, coll. « IVP New Testament commentary series », 1997 (ISBN 978-0-830-81801-3, OCLC 35723512)
- Craig S. Keener, A Commentary on the Gospel of Matthew, Grand Rapids, MI, Eerdmans, 1999 (ISBN 978-0-802-83821-6, OCLC 40473792)
- Craig S. Keener, Revelation, Grand Rapids, MI, Zondervan, coll. « NIV Application Commentary », 2000 (ISBN 978-0-3102-3192-9, OCLC 41924712)
- Craig S. Keener, Gift & Giver: The Holy Spirit for Today, Grand Rapids, MI, Baker Academic, 2001 (ISBN 978-0-8010-2266-1, OCLC 45162181)
- Craig S. Keener, The Gospel of John: A Commentary (2 vols.), Peabody, MA, Hendrickson, 2003 (ISBN 978-1-5656-3378-0, OCLC 52750146)
- Craig S. Keener, 1-2 Corinthians, Cambridge, Cambridge University Press, coll. « New Cambridge Bible Commentary », 2006 (ISBN 978-0-521-83462-9, OCLC 56840215)
- Craig S. Keener, The Historical Jesus of the Gospels, Grand Rapids, MI, Eerdmans, 2009 (ISBN 978-0-802-86292-1, OCLC 368046328)
- Craig S. Keener, Romans, Cascade Books, coll. « New Covenant Commentary Series », 2009 (ISBN 978-1-6060-8156-3, OCLC 437054246)
- Craig S. Keener, Miracles: The Credibility of the New Testament Accounts, Grand Rapids, MI, Baker Academic, 2011 (ISBN 978-0--801-03952-2, OCLC 699760418)
- Craig S. Keener, Acts: An Exegetical Commentary, vol. 1: Introduction and 1:1-2:47, Grand Rapids, MI, Baker Academic, 2012 (ISBN 978-0-8010-4836-4, OCLC 844024128)
- Craig S. Keener, Acts: An Exegetical Commentary, vol. 2: 3:1-14:28, Grand Rapids, MI, Baker Academic, 2013 (ISBN 978-0-8010-4837-1, OCLC 864430825)
- Craig S. Keener, Acts: An Exegetical Commentary, vol. 3: 15:1-23:35, Grand Rapids, MI, Baker Academic, 2014 (ISBN 978-0-8010-4838-8, OCLC 861208882)
- Craig S. Keener, Acts: An Exegetical Commentary, vol. 4: 24:1-28:31, Grand Rapids, MI, Baker Academic, 2015 (ISBN 978-0-8010-4839-5, OCLC 903675668)
- Craig S. Keener, The Mind of the Spirit: Paul's Approach to Transformed Thinking, Grand Rapids, MI, Baker Academic, 2016 (ISBN 978-0801-09776-8)
- Craig S. Keener, Spirit Hermeneutics: Reading Scripture in Light of Pentecost, Grand Rapids, MI, Eerdmans, 2016 (ISBN 978-0802-87439-9)
- Craig S. Keener, Galatians, Cambridge, Cambridge University Press, coll. « New Cambridge Bible Commentary », 2018 (ISBN 978-1108-44557-3)
- Craig S. Keener, Galatians: A Commentary, Grand Rapids, MI, Baker Academic, 2018 (ISBN 978-154-096007-8)
- Craig S. Keener, Christobiography: Memories, History, and the Reliability of the Gospels, Grand Rapids, MI, Eerdmans, 2019 (ISBN 9780802876751)
- Craig S. Keener et Michael L. Brown, Not Afraid of the Antichrist, Grand Rapids, MI, Chosen Books, 2019 (ISBN 978-0800-79916-8)

### Citations
1. ↑  LC 2019.
2. 1 2 3 4 5 6 7 8  AS 2020.
3. ↑  TBT 1991, p. « C. _ Craig Keener sera ordonné au ministère de la Convention baptiste nationale, USA, ici le 1er septembre, ce qui représente le point culminant de l'identification de l'érudit blanc avec l'Église noire. ».
4. ↑  Keener 2024.
5. ↑  Stovell 2020.
6. 1 2  Chilton 2011.
7. ↑  ETS 2021.
8. ↑  Randall 2012, p. 90.
9. ↑  Hauerwas et Wells 2011, p. 122.
10. ↑  Marberry 1998, p. 30.
11. ↑  Wilkin 2019.
12. ↑  Doriani 2009, p. 81.
13. ↑  Oliverio 2022, § Developing Global Pentecostal Hermeneutics.
14. ↑  ETS 2020.